# ローランド・リンツ
ローランド・リンツ（Roland Linz、1981年8月9日 - ）はオーストリア出身の元サッカー選手。元オーストリア代表。ポジションはフォワード。

## 経歴
15歳の頃、ドイツの1860ミュンヘンのスカウトに見出され、同クラブの育成部門に移籍。後、エルステリーガ（オーストリア2部）のクラブで多くの得点を挙げたことにより、19歳でオーストリア・ブンデスリーガに属するFKアウストリア・ウィーンに移籍。それ以降も多くの得点を量産、オーストリア・ブンデスリーガやオーストリア・カップで優勝に貢献、自らも得点王にもなる。
25歳でポルトガル・スーペルリーガに属するボアヴィスタFCへ移籍。ポルトガルでの初シーズンでも早々と10得点を決める。この活躍が高く評価され、同リーグのSCブラガへ移籍。新クラブでも国内リーグのみならずUEFAカップでも8試合で5得点を決めるなどチームの得点王として活躍していた。
2009年1月にスイス1部のグラスホッパー・チューリッヒにレンタル移籍。3月から5月までの僅か2ヵ月半で16試合に出場し7得点を記録、チーム内得点王争いで3位になった。

## 獲得タイトル

### クラブ
アウストリア・ウィーン
- オーストリア・ブンデスリーガ：3回 (2002-03, 2005-06, 2012-13)
- オーストリア・カップ：2回 (2002-03, 2005-06)

ブラガ
- UEFAインタートトカップ：1回 (2008)

### 個人
- オーストリア・ブンデスリーガ 得点王：2回 (2005-06, 2010-11)